# Корецькомонастирська
Корецькомонасти́рська — комплексна пам'ятка природи місцевого значення в Україні. Розташована в межах Рівненського району Рівненської області, на північний схід від села Гвіздів.
Площа 16,3 га. Статус присвоєно згідно з рішенням обласної ради від 21.08.2020 року № 1773 та № 1774. Перебуває у віданні: Гвіздівська сільська рада.
Статус присвоєно для збереження природно-територіального комплексу на стику Волинського, Житомирського Полісся та Волинської височини з добре збереженою типовою рослинністю. Зростає понад 130 видів судинних рослин, грибів та лишайників, що репрезентують фіторозмаїття Полісся.